# 知識工作者系統
知識工作者系統（英語：Knowedge Worker System，KWS），是指知識工作者在進行知識創作時，能为其提供輔助與提高效率的各種資訊的科技、軟體與系統。

## 定義
指的是利用IT科技來協助知識工作者更容易、更有效、更省力的來「創造新知識」。這些主要的工具包括支援R&D的CAD系統、虛擬實境系統(VRS)、支援系統分析時的CASE、支援理財專員的投資組合模擬系統等。